# Cribrilina simplex
Cribrilina simplex är en mossdjursart som beskrevs av Charles Henry O'Donoghue och de Watteville 1935. Cribrilina simplex ingår i släktet Cribrilina och familjen Cribrilinidae. Inga underarter finns listade i Catalogue of Life.